# دي. لين باورز
دي. لين باورز هو سياسي أمريكي، ولد في 29 يوليو 1896 في فيلادلفيا في الولايات المتحدة، وتوفي في 28 مارس 1968 في Feasterville, Pennsylvania ‏ في الولايات المتحدة. نشط حزبياً في الحزب الجمهوري. وقد انتخب عضو جمعية نيوجيرسي العامة ‏ وانتخب عضو مجلس النواب الأمريكي ‏.